# Eya Guezguez
Eya Guezguez (arab. ‏اية قزقز‎, ur. 12 marca 2005 w M'saken, zm. 10 kwietnia 2022 u wybrzeża Tunisu) – tunezyjska żeglarka specjalizująca się w klasie 49er. Olimpijka (2020).
Guezguez rywalizowała w klasie 49er, wspólnie ze swoją bliźniaczką Sarrą Guezguez. W kwietniu 2021 zajęły one 6. lokatę w rozgrywanych w Al-Masna’a afrykańsko-azjatyckich kwalifikacjach olimpijskich, dzięki czemu zakwalifikowały się do rozgrywane w tym samym roku Letnie Igrzyska Olimpijskie 2020. Podczas zmagań olimpijskich siostry Guezguez były najmłodszymi żeglarkami biorącymi udział w tej imprezie, a rywalizację w klasie 49er ukończyły na ostatniej, 21. pozycji.
10 kwietnia 2022, podczas treningu z siostrą u wybrzeża Tunisu ich jacht uległ wywróceniu – Eya Guezguez została uwięziona pod przewróconą łodzią i utonęła zanim została wyciągnięta na powierzchnię.